# Aioliska
Aioliska, eoliska eller lesbiska är en grupp forngrekiska dialekter som talades i Boiotien (en region i centrala Grekland), Thessalien, på den egeiska ön Lesbos och i Aiolien, det vill säga de grekiska kolonierna på fastlandet i Mindre Asien. Flera betydande poeter skrev på aioliska, bland andra Sapfo.